# Ludlow (Vermont)
Ludlow ist eine Town im Windsor County des Bundesstaates Vermont in den Vereinigten Staaten mit 2172 Einwohnern (laut Volkszählung von 2020).

## Geografie

### Geografische Lage
Die Ortschaft liegt im südlichen Zentralbereich der Green Mountains in einem weiten Talboden, der im Osten und Westen von Bergketten gesäumt wird. Wichtige Erhebungen sind der Okemo Mountain mit 1019 m (3344 ft) und der Ludlow Mountain mit 1015 m (3330 ft). Das Tal wird vom Black River durchflossen, der den Hauptabfluss für die Vielzahl kleiner, meist namenloser Wasserläufe aus den umliegenden Bergen darstellt.

### Nachbargemeinden
Alle Entfernungen sind als Luftlinien zwischen den offiziellen Koordinaten der Orte aus der Volkszählung 2010 angegeben.
- Norden: Plymouth, 3,7 km
- Nordosten: Reading, 12,0 km
- Osten: Cavendish, 11,6 km
- Südosten: Chester, 9,1 km
- Süden: Andover, 4,0 km
- Südwesten: Weston, 11,3 km
- Westen: Mount Holly, 11,7 km

### Klima
|                       | Jan | Feb | Mär | Apr | Mai | Jun | Jul | Aug | Sep | Okt | Nov | Dez |   |      |
| Mittl. Tagesmax. (°C) | −1  | 0   | 5   | 12  | 20  | 25  | 27  | 26  | 21  | 15  | 7   | 0   | ⌀ | 13,1 |
| Mittl. Tagesmin. (°C) | −14 | −13 | −7  | −1  | 4   | 9   | 12  | 11  | 7   | 1   | −3  | −10 | ⌀ | −0,3 |
|                       |     |     |     |     |     |     |     |     |     |     |     |     |   |      |
| Niederschlag (mm)     | 80  | 71  | 87  | 92  | 93  | 100 | 100 | 90  | 91  | 87  | 96  | 83  | Σ | 1070 |
|                       |     |     |     |     |     |     |     |     |     |     |     |     |   |      |
| Regentage (d)         | 14  | 12  | 13  | 12  | 14  | 14  | 13  | 13  | 13  | 12  | 13  | 14  | Σ | 157  |

| −14 |

| −13 |

| −7 |

| −1 |

| 4 |

| 9 |

| 12 |

| 11 |

| 7 |

| 1 |

| −3 |

| −10 |

| −14 |

| −13 |

| −7 |

| −1 |

| 4 |

| 9 |

| 12 |

| 11 |

| 7 |

| 1 |

| −3 |

| −10 |

Die mittlere Durchschnittstemperatur in Ludlow liegt zwischen −7 °C im Januar und 19 °C im Juli, bei einem Jahresmittel von 6 °C. Damit liegt der Ort weitgehend im Bereich des langjährigen Mittels Vermonts, ist nur im Sommerhalbjahr geringfügig kühler. Die Schneefälle zwischen Oktober und Mai liegen mit deutlich mehr als zwei Metern knapp doppelt so hoch wie die mittlere Schneehöhe in den USA. Die tägliche Sonnenscheindauer liegt am unteren Rand des Wertespektrums der USA.

## Geschichte
Ludlow wurde trotz seiner Lage inmitten des Gebirges bereits durch Benning Wentworth im Rahmen seiner New Hampshire Grants am 16. September 1761 zum Verkauf ausgerufen. Zu ersten Besiedlungen kam es aber erst ab 1784/1785 entlang des Flussufers des Black Rivers durch Siedler aus Massachusetts. Die konstituierende Stadtversammlung fand 1792 statt; seit diesem Zeitpunkt entsendet Ludlow einen Abgeordneten in das Parlament Vermonts.
Im Jahr 1835 wurde die Black River Academy gegründet; eine Grammar School, die eine Reihe später bekannter Persönlichkeiten hervorbrachte. Das Gebäude im National Register of Historic Places gelistet und dient heute als Museum.
Mit der Eröffnung der Bahnstrecke Bellows Falls–Burlington am 18. Dezember 1849 änderte sich nicht viel an der in erster Linie land- und forstwirtschaftlichen Grundausrichtung der Ortschaft; nur das Absatzgebiet vergrößerte sich. Im Gegensatz zu vielen anderen Gemeinden Vermonts, die nach dem Anschluss an eine Bahnlinie entweder deutliche Bevölkerungsanstiege oder -verluste zu verzeichnen hatten, blieb die Einwohnerzahl Ludlows weitgehend stabil. Dies gilt auch für die Jahre nach 1953, als der Personenverkehr stillgelegt worden war, und 1961, als die komplette Strecke stillgelegt worden war.
Vom 1954 am Mount Snow eröffneten und seither ständig um zusätzliche Attraktionen, Abfahrten, Lifte und Loipen erweiterte Skigebiet, dem größten Vermonts, profitieren neben den Nachbargemeinden Chester und Andover auch Ludlow, auf dessen Gebiet einige der Abfahrten an der Ostflanke des Mount Snow liegen.

### Religionen
Kirchengemeinden bildeten sich in Ludlow für die Verhältnisse in Neuengland erst relativ spät. Erst ab 1792 sind regelmäßige Sonntagstreffen der Kongregationalisten überliefert, die ab 1803 zu ersten Plänen zur Gründung einer Gemeinde führten. Dies wurde aber erst 1806 umgesetzt. Im Jahr 1810 wurde durch die Gemeinde ein erster, dauerhafter Priester bestellt. Erst 1819 wurde das erste, einfache und von allen Konfessionen gemeinsam genutzte Meeting House, errichtet, das 1839 durch einen aufwendigeren Bau ersetzt wurde.
Die baptistische Gemeinde bildete sich ab 1806; für diesen Zeitpunkt sind 13 Baptisten in der Gemeinde dokumentiert. Eine eigene Kirchengemeinde wurde allerdings erst 1825 mit 50 Mitgliedern formell gegründet; 1834 folgte eine zweite baptistische Gemeinde. 1840 waren offiziell 147 Baptisten in der Town ansässig.
Im Jahr 1835 gründeten auch die Universalisten eine Gemeinde, der 1836 ein eigener Kirchenbau folgte.
Heute existieren in Ludlow Gemeinden der Kongregationalisten und Methodisten (United Church of Ludlow), Katholiken (Annunciation of the Blessed Virgin Mary), der United Church of Christ und der United Methodist (Old Stone Church).

### Einwohnerentwicklung
| Volkszählungsergebnisse – Town of Ludlow, Vermont | Volkszählungsergebnisse – Town of Ludlow, Vermont | Volkszählungsergebnisse – Town of Ludlow, Vermont | Volkszählungsergebnisse – Town of Ludlow, Vermont | Volkszählungsergebnisse – Town of Ludlow, Vermont | Volkszählungsergebnisse – Town of Ludlow, Vermont | Volkszählungsergebnisse – Town of Ludlow, Vermont | Volkszählungsergebnisse – Town of Ludlow, Vermont | Volkszählungsergebnisse – Town of Ludlow, Vermont | Volkszählungsergebnisse – Town of Ludlow, Vermont | Volkszählungsergebnisse – Town of Ludlow, Vermont |
| Jahr                                              | 1700                                              | 1710                                              | 1720                                              | 1730                                              | 1740                                              | 1750                                              | 1760                                              | 1770                                              | 1780                                              | 1790                                              |
| ------------------------------------------------- | ------------------------------------------------- | ------------------------------------------------- | ------------------------------------------------- | ------------------------------------------------- | ------------------------------------------------- | ------------------------------------------------- | ------------------------------------------------- | ------------------------------------------------- | ------------------------------------------------- | ------------------------------------------------- |
| Einwohner                                         |                                                   |                                                   |                                                   |                                                   |                                                   |                                                   |                                                   |                                                   |                                                   | 179                                               |
| Jahr                                              | 1800                                              | 1810                                              | 1820                                              | 1830                                              | 1840                                              | 1850                                              | 1860                                              | 1870                                              | 1880                                              | 1890                                              |
| Einwohner                                         | 410                                               | 877                                               | 1144                                              | 1227                                              | 1363                                              | 1619                                              | 1568                                              | 1827                                              | 2005                                              | 1768                                              |
| Jahr                                              | 1900                                              | 1910                                              | 1920                                              | 1930                                              | 1940                                              | 1950                                              | 1960                                              | 1970                                              | 1980                                              | 1990                                              |
| Einwohner                                         | 2042                                              | 2215                                              | 2421                                              | 2305                                              | 2458                                              | 2428                                              | 2386                                              | 2463                                              | 2414                                              | 2302                                              |
| Jahr                                              | 2000                                              | 2010                                              | 2020                                              | 2030                                              | 2040                                              | 2050                                              | 2060                                              | 2070                                              | 2080                                              | 2090                                              |
| Einwohner                                         | 2449                                              | 1963                                              | 2172                                              |                                                   |                                                   |                                                   |                                                   |                                                   |                                                   |                                                   |

## Wirtschaft und Infrastruktur
Die heutige Wirtschaftsstruktur des Ortes wird vom Fremdenverkehr, insbesondere dem Wintersport, bestimmt. Auf der Ostseite des Ludlow Mountain findet sich das Okemo Skiressort mit 140 Loipen und Abfahrten; weitere Skigebiete finden sich in unmittelbarer Nachbarschaft. Sommergäste finden eine Golfanlage und eine Vielzahl von Jagd- und Fischmöglichkeiten in den umliegenden Bergen und Wasserläufen. Weitere wichtige Erwerbsquellen sind der Bausektor und das Kunstgewerbe für die ansässigen Läden.

### Verkehr
Die Ortschaft ist in erster Linie durch zwei State Routes, die sich in der Hauptsiedlung kreuzen, verkehrstechnisch erschlossen. Da ist zum einen die Vermont State Route 103, die Ludlow mit Rutland im Nordwesten und Bellows Falls im Südosten verbindet. Zum anderen wird der Ort von der Vermont State Route 100, die entlang der Hauptkette der Green Mountains in nord-südlicher Richtung verläuft und wichtige Skigebiete Vermonts miteinander verbindet, durchquert. Außerdem besteht ein Flugplatz mit einer einzelnen Start- und Landebahn, der Smith Airport, auf dem Gebiet der Town. Der nächste Personenbahnhof mit Amtrak-Anschluss, dem Ethan Allen Express, befindet sich in Claremont, New Hampshire in einer Entfernung von rund 30 km. Im Winter besteht ein Bus-Shuttle von dort nach Ludlow. Nur geringfügig weiter entfernt ist die Station in Windsor.

### Öffentliche Einrichtungen
In Ludlow ist neben den unten aufgeführten öffentlichen Schulen und den üblichen städtischen Einrichtungen eine öffentliche Bibliothek eingerichtet. Das nächstgelegene Krankenhaus ist das Rutland Regional Medical Center in Rutland City.

### Bildung
Ludlow gehört mit Andover, Baltimore, Cavendish, Chester, Mt. Holly und Plymouth zur Two Rivers Supervisory Union.
In Ludlow sind alle schulischen Ausbildungen bis zum Highschool-Abschluss möglich: Die Ludlow Elementary School bietet etwa 120 Grundschülern vom Kindergarten bis zur sechsten Klasse Plätze, die Black River Highschool ergänzt von der siebten Klasse bis zum Abschlussjahrgang des amerikanischen Bildungssystems, der 12. Klasse. Die nächstgelegenen größeren Colleges sind Castleton und das Dartmouth College in Hanover in New Hampshire. Universitäten finden sich in Northfield und Rindge, New Hampshire. Zudem findet sich in Ludlow die Fletcher Farm School for the Arts & Crafts, eine private Kunsthochschule.

## Persönlichkeiten

### Söhne und Töchter der Stadt
- Richard F. Pettigrew (1848–1926), Politiker und US-Senator von South Dakota
- Ida May Fuller (1874–1975), erste Person, die Leistungen aus der amerikanischen Rentenversicherung bezog

### Persönlichkeiten, die vor Ort gewirkt haben
- Peter T. Washburn (1840–1870), Gouverneur Vermonts; war Rechtsanwalt in Ludlow
- John Calvin Coolidge (1845–1926), Mitglied im Staatssenat von Vermont; lernte an der Black River Academy
- William W. Stickney (1853–1932), Gouverneur Vermonts; lernte an der Black River Academy
- John G. Sargent (1860–1939), US-Justizminister, lernte an der Black River Academy
- Leighton P. Slack (1867–1938), Vizegouverneur und Richter im Supreme Court Vermonts; lernte an der Black River Academy
- Ernest Gibson senior (1871–1940), Politiker und Vertreter Vermonts im US-Senat; lernte an der Black River Academy
- Calvin Coolidge (1872–1933), 30. US-Präsident, lernte an der Black River Academy